# Nathanya Alexander
Nathanya Alexander (Brooklyn, Nueva York; 7 de enero de 1998) es una actriz estadounidense, conocida por sus papeles como Veronica en Ocean's Eight y Arianna en Generation.

## Biografía
Alexander nació en Brooklyn el 7 de enero de 1998. Sus padres son de Trinidad y Tobago, emigraron de Trinidad y Tobago a Nueva York.

## Filmografía
| Año  | Título                      | Papel              | Notas        |
| ---- | --------------------------- | ------------------ | ------------ |
| 2014 | Taking Chance               | Nunu               | Cortometraje |
| 2014 | Real New York City Muggings | PEG                | Cortometraje |
| 2017 | ALIENated                   | Star               | Cortometraje |
| 2017 | Nobodies                    | Lil Bit            | 2 episodios  |
| 2017 | Rachael Bawn: Superstar     | Compañera de clase | Cortometraje |
| 2018 | Ocean's Eight               | Veronica           |              |
| 2021 | Generation                  | Arianna            | 8 episodios  |